# Matyáš Wehli
Matyáš Wehli, též Mathias či Methusalem (29. března 1824 Židovské město – 18. listopadu 1889 Praha) byl pražský malíř–krajinář židovského původu.

## Život
Byl synem významného představitele pražské židovské obce Ernsta Wehliho (1787–1866, představený židovského Bratrstva péče o nemocné). Na pražské Akademii studoval v letech 1844–1853. V letech 1850—1853 pobýval na studijních cestách v Bavorsku, Sasku a Rakousku. V roce 1856 studoval v Karlsruhe.

### Rodinný život
Byl ženat s Augustou, rozenou Bayerovou (*1846), se kterou měl dceru Hedviku (*1869). Rodina žila na Smíchově, naposledy v č. 499 (dnes Viktora Huga 499/8).

## Dílo
Patřil mezi autory, kteří zobrazovali podobu pražského Židovského města před asanací.

## Galerie

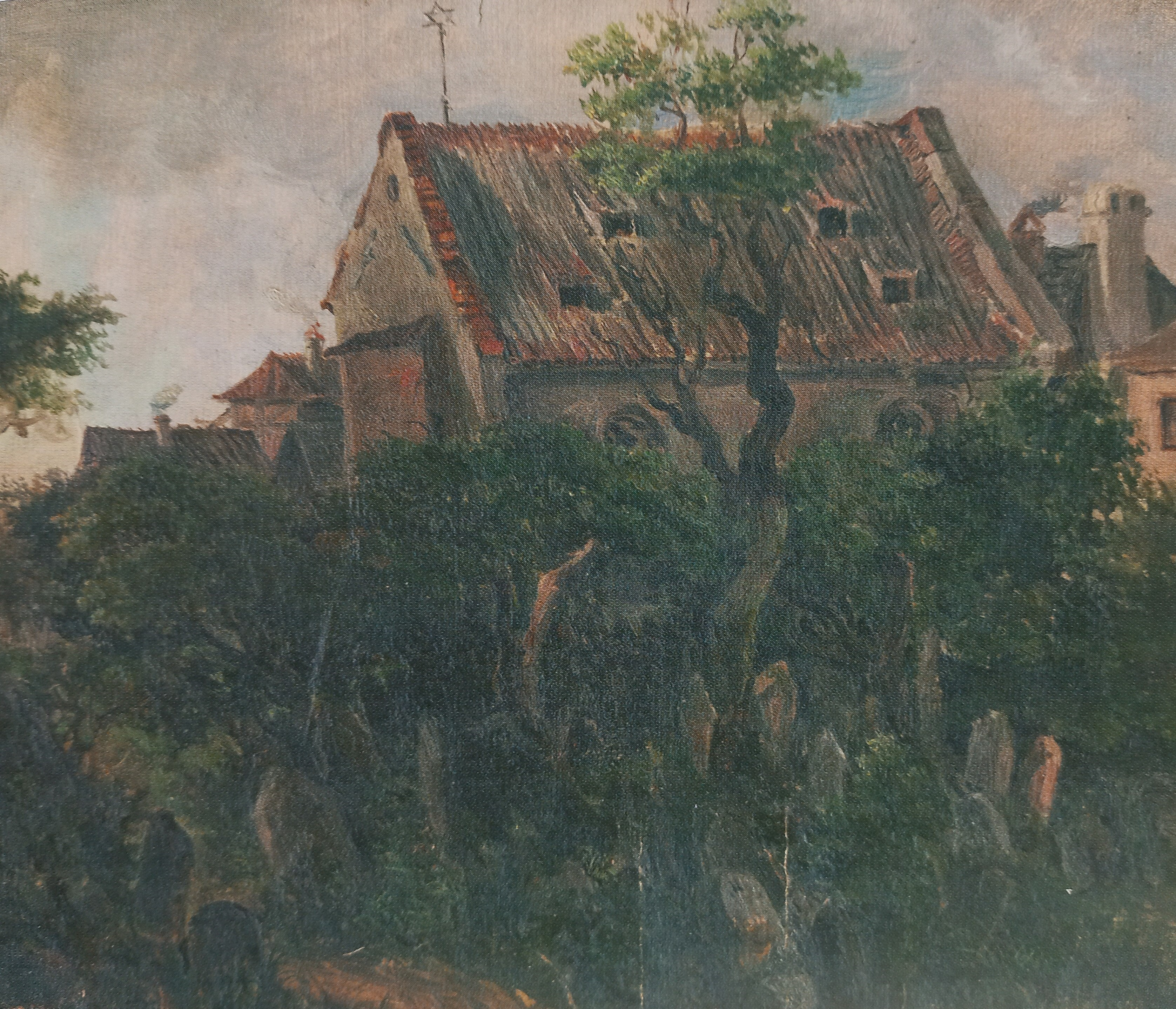
Mathias Wehli: Pinkasova synagoga (asi 1855)
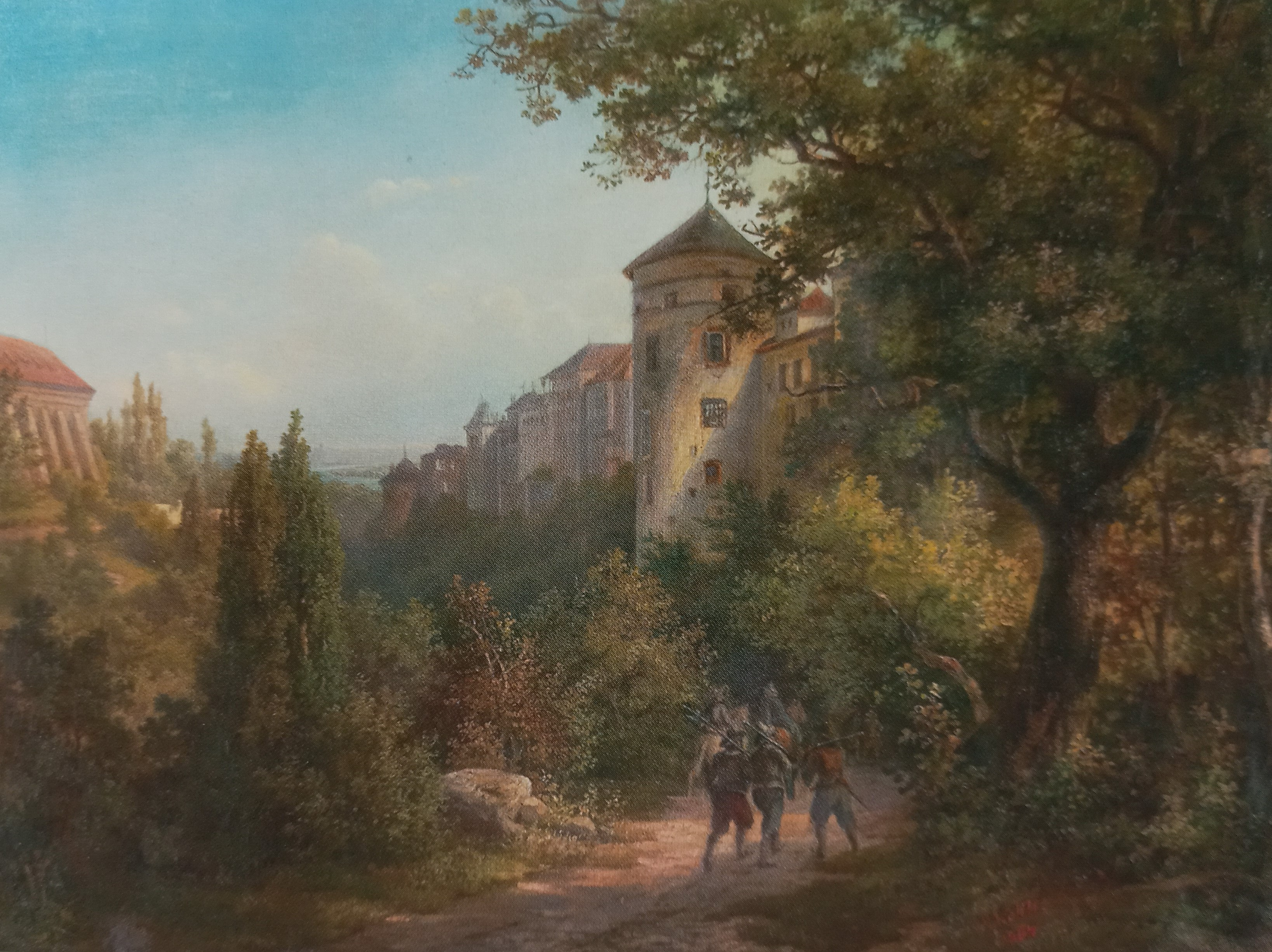
Mathias Wehli: Pražský hrad od Jeleního příkopu (1864)
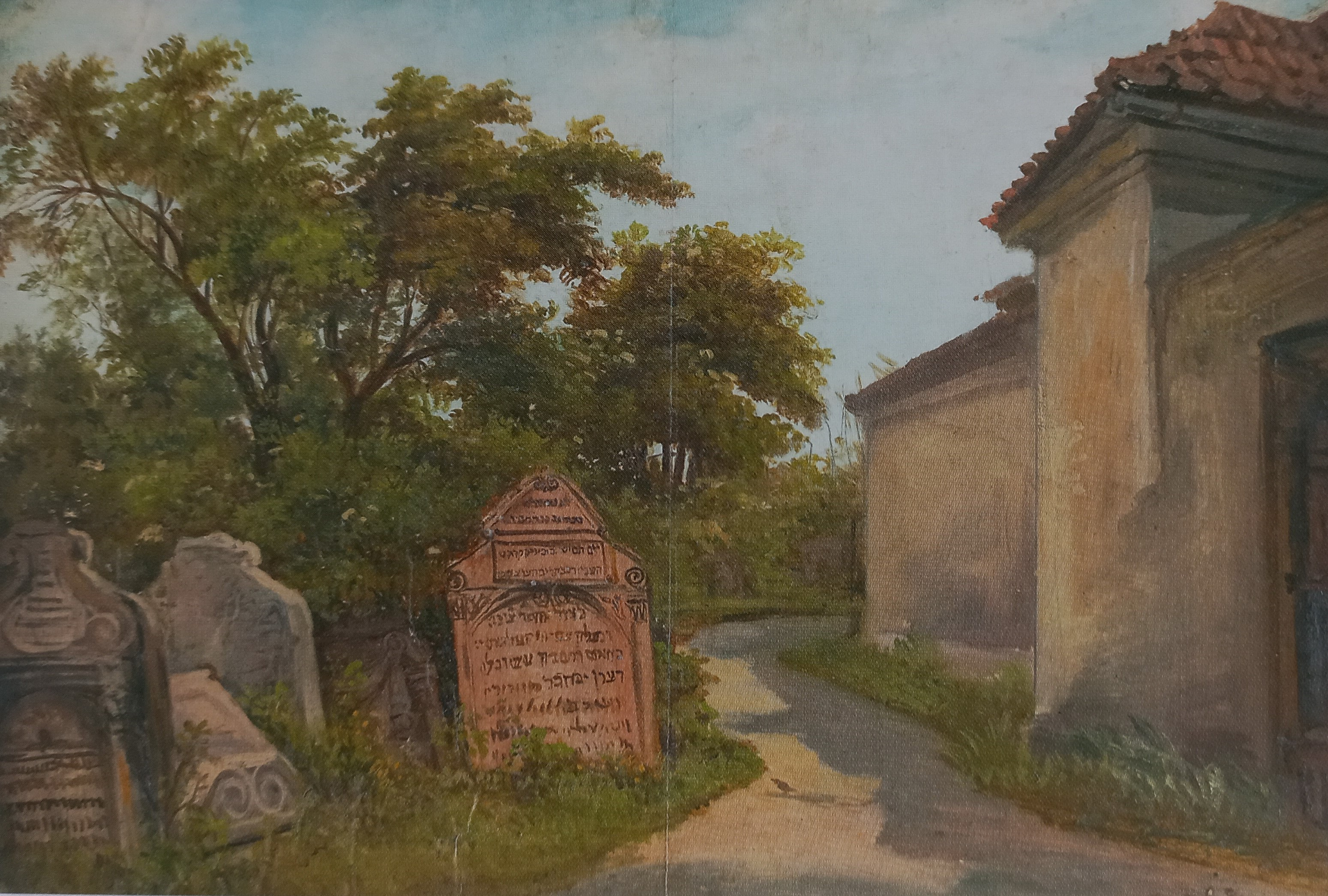
Mathias Wehli: Starý židovský hřbitov (po roce 1870)
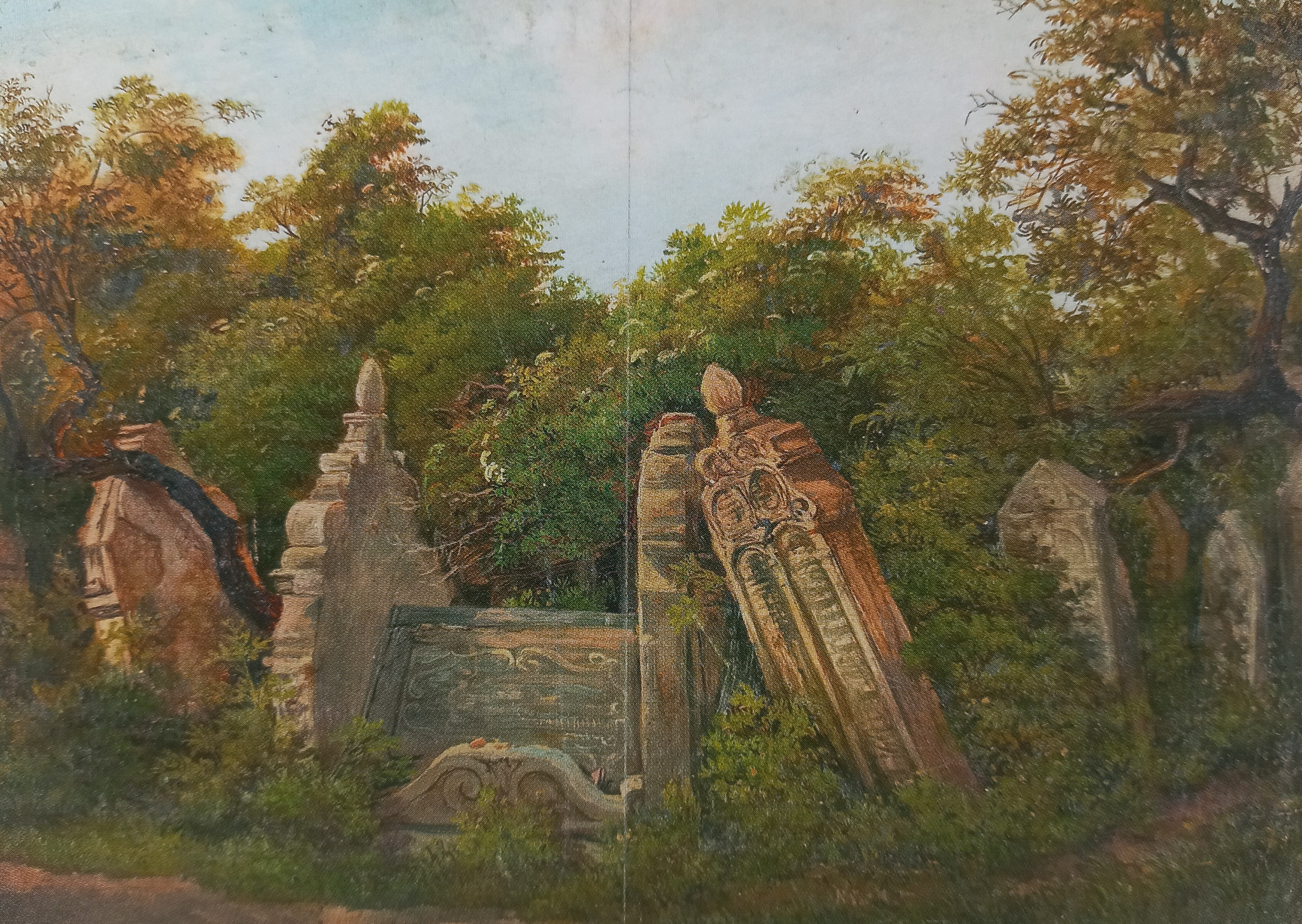
Mathias Wehli: Tumba rabína Simona Backhofena (1855)